# Eugen von Buhl

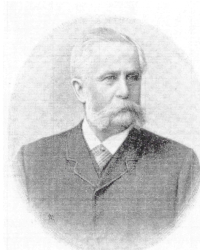
Eugen Buhl

Eugen Buhl, ab 1894 Ritter von Buhl, (* 20. Juli 1841 in Deidesheim; † 12. April 1910 in München) war ein bayerischer Politiker und Winzer.

## Familie
Buhl war ein Sohn des deutschen Politikers Franz Peter Buhl (1809–1862) und dessen Frau Josefine, geborene Jordan (1813–1872), einer Tochter des Deidesheimer Bürgermeisters Andreas Jordan. Buhl hatte zwei Brüder, Franz Armand (1837–1896) und Heinrich (1848–1907). Buhl war unverheiratet und hatte keine Kinder. Seinen Anteil am Buhlschen Grundbesitz erbte sein Neffe Franz Eberhard Buhl.

## Leben
Nachdem Buhl das Gymnasium in Mannheim besucht hatte, studierte er von 1858 bis 1862 Naturwissenschaften in Heidelberg und München. Im Deutsch-Französischen Krieg 1870 nahm er mit dem 6. bayerischen Chevauleger-Regiment am Feldzug teil. Von 1875 bis 1896 wurde er regelmäßig im Stimmkreis Landstuhl/Pfz in die bayerische Abgeordnetenkammer gewählt; hier vertrat er die Interessen der Landwirtschaft und des Weinbaus, gehörte aber auch dem Finanzausschuss an.
Der bayerische Prinzregent Luitpold verlieh Buhl 1894 das Ritterkreuz des Verdienstordens der Bayerischen Krone, mit dem die Erhebung in den persönlichen Adel verbunden war; 1917 erhielt dieselbe Auszeichnung auch sein Neffe Franz Eberhard Buhl.
Nach dem Tod seines Bruders Franz Armand wurde Eugen von Buhl am 17. März 1896 zum Reichsrat der bayerischen Krone auf Lebenszeit ernannt, weswegen er aus der Abgeordnetenkammer ausscheiden musste. Sein Nachfolger war Johannes Schmitt. Außerdem wurde Eugen von Buhl zwei Jahre vor seinem Tod mit dem Titel Exzellenz ausgezeichnet.
Ebenso wie sein Bruder war Eugen von Buhl auch Aufsichtskommissar für das pfälzische Weinbaugebiet. Neben seinen Funktionen in der Politik und im Buhlschen Weingut in Deidesheim, dessen Führung er nach dem Tod seines Bruders übernahm, hatte Buhl auch Funktionen im wirtschaftlichen Bereich inne. Buhl war Mitglied des Verwaltungsrates der Pfalzbahn, bis diese 1909 verstaatlicht wurde, und der pfälzischen Hypothekenbank; des Weiteren gehörte er dem Aufsichtsrat von Unternehmen wie der Kammgarnspinnerei in Kaiserslautern, der Baumwollspinnerei in Lampertsmühle, des Portland-Cement-Werks Heidelberg und der Zuckerfabrik in Frankenthal an. Außerdem war Buhl Mitglied im Bayerischen und Deutschen Landwirtschaftsrat und der Deutschen Landwirtschafts-Gesellschaft. In seiner Heimatstadt Deidesheim hatte Eugen von Buhl über viele Jahre einen Sitz im Stadtrat inne.
Eugen von Buhl verstarb am 12. April 1910 in seiner Münchener Wohnung an einem Herzschlag und wurde vier Tage später in Deidesheim bestattet.